# Vallebrón
Vallebrón es una localidad española del municipio de La Oliva, perteneciente a la provincia de Las Palmas, en la comunidad autónoma de Canarias.

## Toponimia
El lugar puede aparecer referido como «Vallebrón» y «Valle Bron».

## Historia
Hacia mediados del siglo XIX, el lugar era referido como un pago ya perteneciente al ayuntamiento de La Oliva. Aparece descrito en el decimoquinto volumen del Diccionario geográfico-estadístico-histórico de España y sus posesiones de Ultramar de Pascual Madoz con las siguientes palabras:

VALLE BRON: pago dependiente de la Oliva, en la isla de Fuerteventura, prov. de Canarias, part. jud. de Teguise: sit. en un fértil valle que se estiende del E. al O. por las montañas de aquella pobl., á cuyo Mediodia se halla: su clima es templado y saludable. Hay muy pocas casas y de mala fáb., y una ermita dedicada á Ntra. Sra. de la Rita, en la cual se dice misa todos los dias festivos costeada por los vec. El terreno es de buena calidad y á propósito para hacer plantaciones de árboles: existen en él bastante luneras en que se cria la cochinilla, cuyo plantio podria estenderse mucho mas. pobl., riqueza y contr.: con la Oliva.
(Madoz, 1849, pp. 598-599)

En 2022, tenía empadronados 129 habitantes.

## Patrimonio
Hay en la localidad una ermita de San Pedro y San Juan. A medio camino entre los municipios de La Oliva y Puerto del Rosario está el paisaje protegido de Vallebrón.